# 1393
Évszázadok: 13. század – 14. század – 15. század
Évtizedek: 1340-es évek – 1350-es évek – 1360-as évek – 1370-es évek – 1380-as évek – 1390-es évek – 1400-as évek – 1410-es évek – 1420-as évek – 1430-as évek – 1440-es évek
Évek: 1388 – 1389 – 1390 – 1391 –  1392 – 1393 – 1394 – 1395 – 1396 – 1397 – 1398

## Események

### Határozott dátumú események
- január 28. – VI. Károly francia király mulatságán, későbbi nevén az égők bálján felgyullad a táncosok, köztük az uralkodó jelmeze, négyen meghalnak.[1]
- március 12. – Beiktatják a Széchyeket, mint a szentgotthárdi apátság kegyurait.
- július 17. – Tirnovo (Tövisvár) elestével Bulgária oszmán fennhatóság alá kerül.[2]

### Határozatlan dátumú események
- július – Dabiša István bosnyák király Diakováron hűséget esküszik Zsigmond magyar királynak és örökösévé teszi meg. Az örökösödési szerződést augusztus 23-án Hervoja bán is megerősíti.[3]

## Születések
- John Capgrave ágoston rendi teológus
- február 3. – Henry Percy, Northumberland 2. grófja, nagyhatalmú angol nemes († 1455)
- augusztus 24. – III. Artúr, Bretagne későbbi hercege

## Halálozások
- március 20. Nepomukis Szent János[4]
- november 29. – V. Leó örmény király (* 1342)
- Fa Ngum, a Lao Királyság alapítója

## Európai időjárás
Hőhullám áprilistól augusztusig, száraz talajok, alacsony folyóvízszint, korai de nagyon édes bort adó szüret.